# مارلوفشتاین
مارلوفشتاین (به آلمانی: Marloffstein) یک شهر در آلمان است که در ارلانگن-هخشتات واقع شده‌است.